# انگلیسی به عنوان زبان میانجی

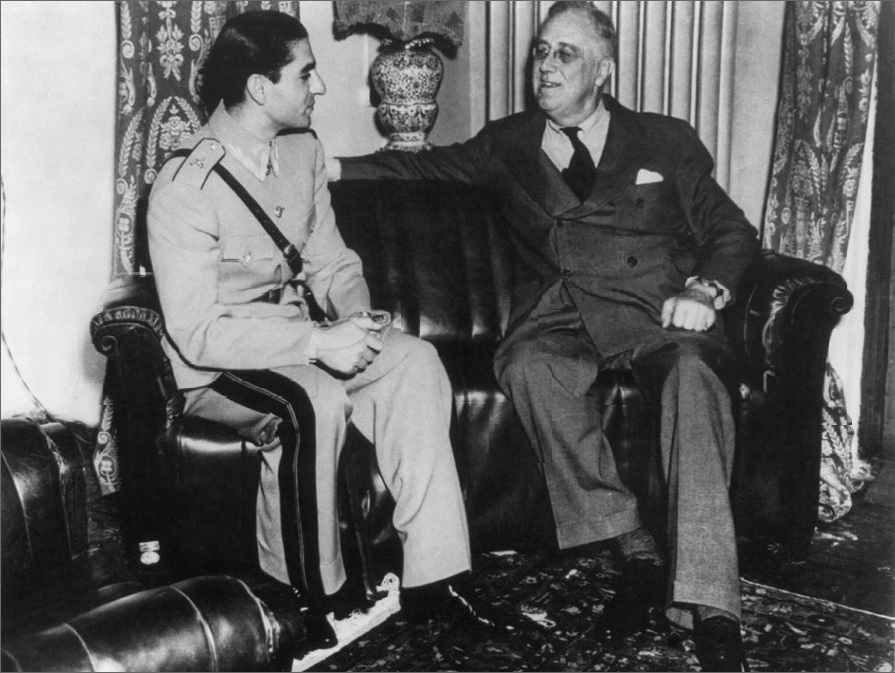
محمدرضا پهلوی و فرانکلین روزولت درحال گفتگو به زبان انگلیسی در سال ۱۹۴۳ میلادی

انگلیسی به‌عنوان زبان میانجی (English as a lingua franca یا ELF) به‌کارگیری زبان انگلیسی «به‌عنوان وسیله‌ای جهانی برای ارتباط میان جوامع» است و می‌تواند به‌صورت «هر گونه به‌کارگیری زبان انگلیسی در میان گویشورانی با زبان اول متفاوت که انگلیسی رسانه انتخابی و اغلب تنها گزینه ارتباطی برای آن‌ها است» تعریف شود. انگلیسی میانجی «به‌صورت کارکردی با استفاده از آن در ارتباطات بین‌فرهنگی به‌جای ارجاع رسمی به هنجارهای بومی‌زبان تعریف می‌شود» در حالی که هدف انگلیسی به‌عنوان زبان دوم یا خارجی برآورده کردن هنجارهای زبان مادری است و به جنبه‌های فرهنگی زبان مادری اهمیت می‌دهد. درحالی‌که زبان‌های میانجی در طول سده‌ها مورد استفاده قرار گرفته‌اند، چیزی که انگلیسی میانجی را به یک پدیده بدیع تبدیل می‌کند، میزان استفاده از آن در گفتار، نوشتار و در ارتباطات با واسطه رایانه است.